# کتابخانه سلطنتی دانمارک
کتابخانه سلطنتی دانمارک (به دانمارکی: Det Kongelige Bibliotek) در کپنهاگ کتابخانه ملی و از کتابخانه‌های دانشگاهی دانشگاه کپنهاگ است. این کتابخانه یکی از بزرگ‌ترین کتابخانه‌ها در جهان و بزرگ‌ترین کتابخانه کشورهای نوردیک است. این کتابخانه در سال ۲۰۱۷، با کتابخانه دولتی و دانشگاهی در آرهوس ادغام شد و یک کتابخانه ملی ترکیبی را تشکیل داد. سازمان کتابخانه ترکیبی (محل کتابخانه‌های جداگانه در کپنهاگ و آرهوس حفظ می‌شود) به عنوان کتابخانه سلطنتی دانمارک شناخته می‌شود.
این کتابخانه شامل گنجینه‌های تاریخی متعددی است و نسخه‌ای از تمام آثار چاپ شده در دانمارک از قرن هفدهم در آنجا ذخیره شده است. به لطف کمک‌های مالی گسترده در گذشته، این کتابخانه تقریباً تمام آثار چاپی شناخته شده دانمارکی را در خود جای داده است و از جمله اولین کتاب‌های دانمارکی چاپ شده در سال ۱۴۸۲ توسط یوهان اسنل می‌باشد.